# Pavel Gubarev
Pavel Iurievici Gubarev (în ucraineană: Па́вел Ю́рьевич Гу́барев; n. 10 februarie 1983, Sievierodonețk, RSS Ucraineană, URSS) este un politician ucrainean pro-rus care s-a proclamat „Guvernator al Poporului" din Republica Populară Donețk în 2014 la Adunarea Regională, după ce separatiștii au preluat controlul asupra clădirii.
1. ↑  Pavel Gubarev
2. 1 2  Czech National Authority Database, accesat în 29 iulie 2023
3. ↑  Czech National Authority Database, accesat în 1 martie 2022